# Pas... de quartier
Pour plus de détails, voir Fiche technique et Distribution.
Pas... de quartier est un film musical français réalisé par Paul Vecchiali et sorti en 2022.

## Synopsis
Adolphe, vieux garçon qui vit avec sa mère handicapée, obtient un rôle de chanteur et danseur travesti dans un cabaret nouvellement installé. Un groupe d'habitants conservateurs, voire d'extrême-droite, tente d'obtenir la fermeture du lieu. Un membre de ce groupe, ancien amant d'Adolphe, avertit celui-ci des projets du groupe et finit même par renouer sa relation avec Adolphe, au point que les deux hommes prévoient de se marier. Des sbires sont toutefois commandés par le meneur du groupe et assassinent sur scène le meneur de la revue, ainsi que, dans les coulisses, son assistante qui s'interpose pour sauver le fiancé d'Adolphe.

## Fiche technique
- Titre : Pas... de quartier
- Réalisation : Paul Vecchiali
- Scénario : Paul Vecchiali
- Musique : Roland Vincent, Vincent Ronda
- Production : Dialectik
- Pays d'origine :  France
- Durée : 90 minutes
- Date de sortie : France - 27 avril 2022

## Distribution
- Ugo Broussot
- Mona Heftre
- Franck Libert
- Jérôme Soubeyrand